# Carmela (serie de televisión)
Carmela es una serie de televisión filipina transmitida por GMA Network desde el 27 de enero hasta el 23 de mayo de 2014. Está protagonizada por Marian Rivera y Alden Richards.

## Elenco

### Elenco principal
- Marian Rivera como Carmela Fernandez / Catarina Bulaong
- Alden Richards como Santiago "Yago" Torres Flores

### Elenco secundario
- Agot Isidro como Amanda Fernandez
- Jaclyn Jose como Patricia "Trixie" Torres
- Rochelle Pangilinan como Yolanda "Yolly" Montesilva
- Raymond Bagatsing como Dante Hernando
- Roi Vinzon como alcalde Fernando Torres
- Laurice Guillen como Dra. Fides Hernando-Torres
- Freddie Webb como alcalde Ramon Corpuz
- Ana Feleo como Nida Torres
- Jennica Garcia como Alliyah Abrero
- Krystal Reyes como Janine Fernandez Torres
- Shermaine Santiago como Lily Suarez